# Зариновая атака в токийском метро
Зари́новая ата́ка в токи́йском метро́ (яп. 地下鉄サリン事件 Тикатэцу сарин дзикэн) — террористический акт с применением отравляющего вещества зарина, произошедший 20 марта 1995 года на станциях Касумигасэки и Нагататё. По разным данным, погибло от 10 до 12 человек (по другим данным, 13 и 27), более 5000 (по другим данным, более 6300 человек) получили отравления различной степени тяжести. Организатором атаки стала неорелигиозная деструктивная секта «Аум Синрикё».
В пяти скоординированных атаках преступники проткнули обёрнутые в газеты пакеты с зарином в вагонах метрополитена.
В связи с ранее произошедшими инцидентами внимание следствия было сосредоточено на группе «Аум Синрикё». Силами полиции проведены массированные рейды на офисы «Аум Синрикё» в Токио и на лабораторию и штаб-квартиру секты в префектуре Яманаси, в результате которых изъяты многочисленные ёмкости токсичных химических веществ, используемых для производства зарина. В мае 1995 года в ходе общенациональных рейдов были арестованы Тидзуо Мацумото (Сёко Асахара), прятавшийся в нише стены с крупной суммой денег и спальным мешком, и более десятка других лидеров секты.
Асахара отрицал связь секты с терактом в метро, но часть последователей призналась в причастности к событиям в Токио, а также в ряде других инцидентов, включая убийство адвоката и его семьи, в убийствах членов организации или лиц, которых сочли врагами культа. В последующем были арестованы около 200 членов секты, ряд из них осуждён за теракт и другие акты насилия. По другим данным, арестовано было 484 адепта и предъявлено обвинение 188.
Суд признал лидера группы Сёко Асахару виновным по 13 из 17 обвинений и в 2004 году приговорил его к смертной казни через повешение. В целом суд вынес 12 смертных приговоров руководителям организации и причастным лицам.
Макото Хирата, один из организаторов теракта, был арестован 1 января 2012 года. Наоко Кикути, тоже организатор, была арестована 3 июня 2012 года в городе Самигахара. 15 июня в интернет-кафе был задержан последний организатор газовой атаки 57-летний Кацуя Такахаси. Массовая охота на него началась ещё 8 июня. 17 июня 2012 года дело Кацуи Такахаси было передано в прокуратуру.
Сёко Асахара, глава «Аум Синрикё», был повешен 6 июля 2018 года, вместе ещё с шестью осуждёнными по тому же делу. Все остальные члены секты, получившие смертные приговоры, были казнены 26 июля 2018 года.

## Механизм атаки
Непосредственно в атаке 20 марта 1995 года участвовали пять пар, состоящих из исполнителя и водителя. Основной обязанностью исполнителя было войти в вагон метро, проехать определённое количество станций, опустить пакеты с зарином на пол вагона и перед выходом проткнуть их специально заточенным концом зонта. Водители же ждали на указанной станции и должны были увезти исполнителей в безопасное место. Таким образом, хотя водители непосредственно не участвовали в отравлении людей, они полностью сознавали, на что идут, поэтому их судили наравне с исполнителями.
Зарин — не самое летальное вещество, однако достаточно капли размером с булавочную головку, чтобы убить взрослого человека. Каждый исполнитель имел при себе 2 пакета с зарином, за исключением Ясуо Хаяси, у которого было 3 пакета.
По свидетельству врача Икуо Хаяси, документация по производству зарина была куплена в 1993 году в России. По его словам, члены секты заплатили Олегу Лобову за технологию изготовления зарина около 10 млн иен (79 тысяч долларов США). Его показания подтвердил «шеф разведки» секты Ёсихиро Иноуэ, признавшийся, что вещество невозможно было бы изготовить без помощи Лобова. Впрочем, ФСБ сомневается в его причастности к продаже технологии, которая находится в открытом доступе.

## Участники

### Икуо Хаяси и Томомицу Ниими
До вступления в «Аум Синрикё» Хаяси был доктором в японском министерстве науки и техники. Сын доктора, Хаяси учился в Университете Кэйо, и позже работал в госпитале Кэйо. В 1990 году он ушёл с работы, присоединился к секте «Аум Синрикё» и стал «министром исцеления» Асахары. В секте считался правой рукой Асахары и был главным врачом открытой лидером секты клиники, практикующей китайскую медицину. Теракт проводил на линии Тиёда, станция Син-Отяномидзу. В результате его действий погибли два человека, 231 пострадал. Хаяси за сотрудничество со следствием вместо смертной казни был приговорён к пожизненному заключению.
Его водитель Томомицу Ниими, причастный к другим преступлениям «Аум Синрикё», был приговорён к смертной казни через повешение; казнен 6 июля 2018 г. в Осаке, в тот же день, что и Асахара.

### Кэнъити Хиросэ и Коити Китамура
Хиросэ окончил старшую школу и университет Васэда, специализировался на прикладной физике. В организации был причислен к «Министерству науки и техники», считался главным специалистом в области химии. Вместе с Масато Ёкоямой стоял во главе секретного плана создания автоматического пистолета. Несмотря на сильные колебания, 20 марта проткнул оба пакета с зарином на станции Отяномидзу. В результате погиб один человек, 358 получили отравление различной степени тяжести. Приговорён к смертной казни через повешение. Казнен 26 июля 2018 года в Токио.
Его водителем был Коити Китамура. Приговорен к пожизненному заключению.

### Тору Тоёда и Кацуя Такахаси
Тоёда учился в Токийском университете, специализировался на прикладной физике, добился выдающихся успехов. Защитил кандидатскую диссертацию в элитной лаборатории. В секте принадлежал к «Министерству науки и техники» и действовал в бригаде химиков. Долго занимался «сёриндзи» («сёрин-рю»). Был ответственным за производство в 7-м павильоне секретного зарина. Проткнул пакеты между станциями Нака-Мэгуро и Эбису. Погиб один человек, пострадали 532. Приговорён к смертной казни через повешение. Казнён 26 июля 2018 года в Токио.
Водителем был Кацуя Такахаси; был в бегах 17 лет. Задержан 15 июня 2012 года в круглосуточном интернет-кафе. Приговорён к пожизненному заключению.

### Масато Ёкояма и Киётака Тонодзаки
Ёкояма окончил отделение прикладной физики политехнического факультета университета Токай. Стоял во главе разработки автоматического пистолета. Проткнул пакеты на подъезде к станции Ёцуя. Около 250 человек пострадали от отравления разной степени тяжести. Приговорён к смертной казни через повешение. Казнен 26 июля 2018 года в Токио.
Водитель — Киётака Тонодзаки, приговорён к пожизненному заключению.

### Ясуо Хаяси и Сигэо Сугимото
Хаяси родился в Токио и не является родственником Икуо Хаяси. Окончив токийскую вечернюю школу, он поступил в университет Когакуин, где изучал искусственный интеллект. После выпуска на постоянную работу не устроился, много путешествовал. В Индии увлёкся религией. Вскоре после начала занятий йогой повстречался с «Аум Синрикё», вступил в секту в 1988 году, ушёл из дома. Занимал третье место в «Министерстве науки и техники». Сел в поезд на линии Хибия, отходивший от станции Кита-Сэндзю, на станции Уэно. На подъезде к станции Акихабара многократно проткнул все три взятых пакета. Скончались 8 человек, отравление разной степени тяжести получили 2475 человек. Ясуо Хаяси за количество жертв прозвали «Машиной убийств». Приговорён к смертной казни через повешение. Казнен 26 июля 2018 года в Токио.
Водитель — Сигэо Сугимото, приговорён к смертной казни через повешение. Позже по апелляции приговор смягчён до пожизненного заключения.

## Вероятность предотвращения атаки
Выступая по случаю 15-й годовщины со дня трагедии, тогдашний премьер-министр Японии Юкио Хатояма в своей речи сказал, что «никто не предполагал, что такой террористический акт возможен».
Однако многие японцы не разделяют такое мнение премьера, считая, что полиция прозевала атаку, хотя имелись веские доказательства о готовящемся преступлении. Так, юрист Таро Такимото, сам являвшийся предполагаемой целью аумовцев, примерно за неделю до трагедии направил официальное письмо главе Национального полицейского агентства Японии Такадзи Кунимацу и генеральному прокурору. В письме он предполагал, что секта может совершить массовое убийство людей, применив зарин. Кунимацу, сам переживший в 2009 году покушение, заявил, что полиция располагала сведениями о том, что Аум Синрикё готовит ответное действие на полицейские обыски в штаб-квартире секты в префектуре Яманаси. Но полиция, по словам Кунимацу, не предприняла никаких действий, сославшись на отсутствие надёжных данных.